# Simone Sabbioni
Simone Sabbioni (né le 3 octobre 1996 à Rimini) est un nageur italien, spécialiste du dos.

## Palmarès

### Championnats d'Europe

#### En grand bassin
- Championnats d'Europe 2016 à Londres (Royaume-Uni) :
  -  Médaille d'argent du 4 × 100 m 4 nages mixte
  -  Médaille de bronze du 100 m dos

#### En petit bassin
- Championnats d'Europe 2015 à Netanya (Israël) :
  -  Médaille d'argent du 50 m dos
  -  Médaille de bronze du 200 m dos
  -  Médaille d'or du 4 × 50 m 4 nages
  -  Médaille d'or du 4 × 50 m 4 nages mixte